# Merops hirundineus
El abejaruco golondrina (Merops hirundineus) es una especie de ave en la familia Meropidae.

## Descripción
Mide entre 20 a 22 cm de largo, incluidas las plumas ahorquilladas verdes o azules de su cola. Es una ave de aspecto esbelto, y al igual que otros abejarucos, posee un plumaje muy vistoso. Sus colores y su cola ahorquillada hacen que sea una especie muy fácil de identificar. Su plumaje es mayormente verde con la garganta amarilla, un collar azul y una franja negra en el ojo y pico. Ambos sexos son similares.

## Comportamiento y ecología
A diferencia de la mayoría de los abejarucos esta especie prefiere zonas con bosquecillos. Es un ave tranquila y es fácil aproximarse a ella. Se alimenta principalmente de insectos, especialmente abejas y avispas, las cuales caza al vuelo.
Estos abejarucos construyen sus nidos en pares o en pequeñas colonias en bancos arenosos, o terreno plano similar. Construyen un túnel relativamente largo en el cual colocan de 2 a 4 huevos blancos esféricos.

## Distribución y hábitat
Se reproduce en los bosques de la Sabana al sur del Sahara en África. Es un ave parcialmente migratoria, que se desplaza en función de los patrones de lluvias.